# Ramin Quliyev
Ramin Quliyev (22 giugno 1981) è un ex calciatore azero, di ruolo difensore.

## Carriera

### Club
Ha giocato nella prima divisione azera.

### Nazionale
Ha collezionato 18 presenze con la propria nazionale.